# Antonio Cagnoli

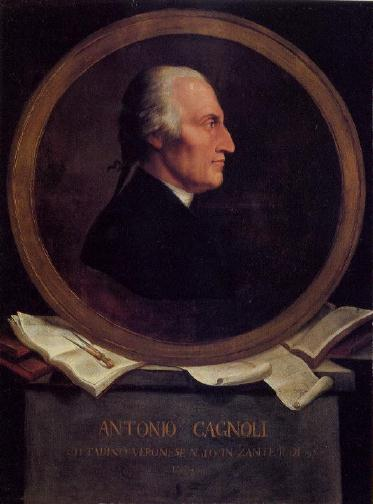
Antonio Cagnoli

Antonio Cagnoli (cunoscut în mod fals ca Andrea Cagnoli, n. 29 septembrie 1743 la Zakynthos - d. 6 august 1816 la Verona) a fost un astronom, matematician italian.
De asemenea a fost și diplomat în serviciul Republicii Veneția.
În perioada 1802 - 1807, a fost profesor de matematică la Academia Militară din Modena, apoi directorul Observatorului din Milano și ulterior din Modena.
Contribuțiile sale științifice se situează în domeniul trigonometriei plane și sferice.
Astfel, a construit o trigonometrie pe baze analitice, introducând și unele perfecționări, cum ar fi cercul trigonometric de rază egală cu unitatea.
A redus teorema cosinusului la o formă logaritmabilă, cu ajutorul unui unghi auxiliar, precum și teorema cosinusului sferic.
A dedus noi formule pentru triunghiul sferic dreptunghic, destinate să asigure o mai mare precizie calculelor și a stabilit unele formule care leagă între ele elementele unui triunghi sferic și elementele unghiului corespunzător format din coarde.
A stabilit teoremele generale referitoare la triunghiurile cu unghiuri ascuțite.
Marele merit al lui Cagnoli constituie faptul că trigonometria a obținut un nou câmpde aplicație practică.
Cele mai importante scrieri ale sale sunt: Trigonometria plană și sferică (apărută la Paris în 1786) și Résolution des triangles rectilignes obliquangles.